# Gunna
Pour l’article homonyme, voir Gunna (rappeur).
Gunna est une île du Royaume-Uni située en Écosse.